# Anna Gonzagová
Anna Gonzagová (1616, Paříž – 6. července 1684, Paříž) byla italsko-francouzská šlechtična a salonistka. Nejmladší dcera mantovského a montferratského vévody Karla I. Gonzagy a Kateřiny Lotrinské (dcera Karla z Mayenne), se provdala za Eduarda Falckého, syna Fridricha Falckého a Alžběty Stuartovny, vnuka Jakuba I. Stuarta a strýce Jiřího I. Eduardovi porodila tři dcery. Kdyby Anna nepřesvědčila Eduarda ke konverzi ke katolictví, anglický trůn mohli zdědit jejich potomci.

## Rodina a dětství
Anna Marie Gonzagová se narodila v Paříži do vedlejší francouzské větve vévodského rodu Gonzaga, který vládl Mantově v severní Itálii. Vypuknutím války o dědictví mantovské vyvolalo částečné nároky jejího v Paříži narozeného otce na vévodství Mantova a Montferrat. S přislíbenou podporou francouzské koruny, která přirozeně dávala přednost jako italskému vládci francouzskému pairovi, dorazil Karel v lednu 1628 do Mantovy a prohlásil se panovníkem.
Přes své jméno a patrilinearitu (Anne Gonzague de Clèves-Nevers) byla Anna Mantovankou, narodila se však a žila převážně ve Francii. Nejspíš zůstala ve Francii i po otcově rekultivaci rodového města Mantova.
Anna se narodila jako nejmladší ze šest dětí mantovského vévodského páru. Měla tři bratry, včetně Karla II. Gonzagy, a dvě starší sestry, včetně polské královny Ludoviky Marie Gonzaga. Její matka Kateřina de Mayenne zemřela v roce 1618, když byly Anně dva roky. Původně její rodina plánovala, že se Anna stane jeptiškou, po otcově smrti roku 1637 však byla Anna této povinnosti zbavena a následně vedla dobrodružný život.

## Vévoda de Guise
Anna se vášnivě zamilovala do svého bratrance z matčiny strany, Jindřicha II. de Guise a později prohlašovala, že s ním v roce 1639 uzavřela tajný sňatek; on to však popřel. V roce 1640 se Anna přestrojila za muže a připojila se k němu v Sedanu, on ji však již v následujícím roce 1641 odhalil. Podala proti němu žalobu, jíž se domáhala toho, aby ji uznal za svou manželku.

## Manželství a potomci
24. dubna 1645 se v Paříži bez velkého nadšení provdala za Eduarda Falckého, devatenáctiletého bezzemka a nemajetného německého šlechtice, který byl o devět let mladší než ona. Měla s ním tři dcery a syna, který brzy po narození zemřel:
- Luisa Marie (1647–1679) ∞ 1671 kníže Karel Theodor zu Salm (1645–1710), císařský polní maršálek
- Anna Henrietta (1648–1723) ∞ 1663 Jindřich III. Julius de Condé (1643–1709)
- syn (1650–1651)
- Benedikta Henrietta (1652–1730) ∞ 1668 vévoda Jan Fridrich Brunšvicko-Lüneburský (1625–1679)